# Cruzeiro (aviação)

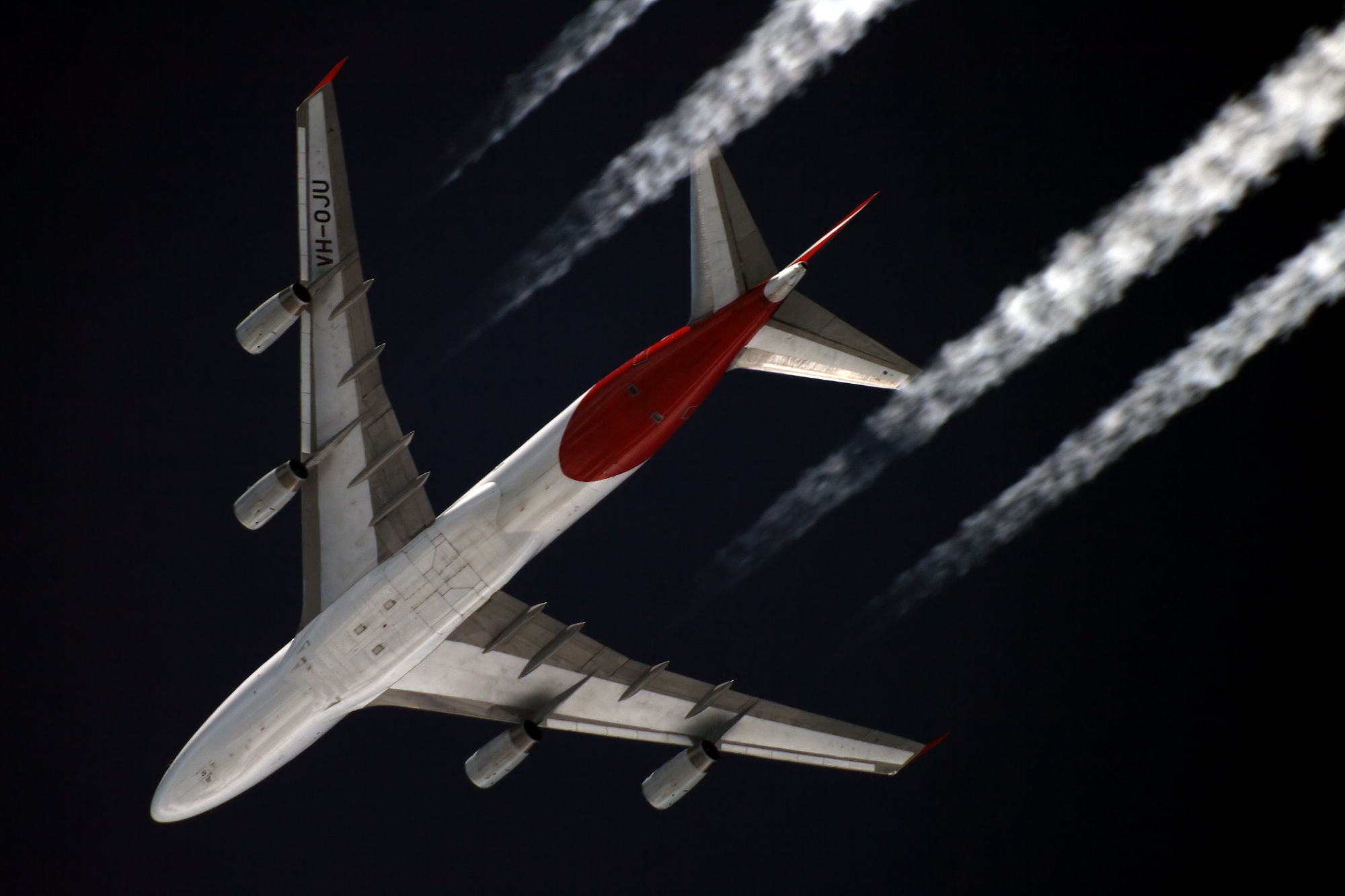
Um Boeing 747-400 em cruzeiro.

Etapa do voo de uma aeronave compreendida entre o final da subida e o início da sua descida, ao aeroporto de destino.
Nessa etapa do voo, a velocidade, denominada velocidade de cruzeiro, pode ser escolhida dependendo do que se deseja:
- Cruzeiro a MACH constante;
- Cruzeiro em regime de máximo alcance.
No cruzeiro a MACH constante, como o próprio nome diz, o voo permanece na mesma velocidade, definida pelo número de MACH de cruzeiro. Durante esta etapa, o peso da aeronave diminui e a aeronave passa a necessitar de menos sustentação, assim, para permanecer na mesma velocidade e altitude, o coeficiente de sustentação deve ser diminuído e a aeronave se afasta de região de máxima eficiência em cruzeiro (menor consumo).
No cruzeiro em regime de máximo alcance, dever se maximizada a seguinte relação:
{\displaystyle {\frac {\sqrt {C_{l}}}{C_{d}}}}
Nesta etapa, conforme o peso diminui (devido a queima de combustivel), o avião reduz sua velocidade, de modo a manter a relação (Cl^0.5/Cd) ótima em todo o cruzeiro.
Geralmente, a velocidade em cruzeiro de máximo alcance é menor que a utilizada por aviões comerciais, que voam em torno de MACH=0.8.
Esta diferença entre a velocidade inicial e a final é chamado SCHEDULE de velocidades.